# Rietmot
De rietmot (Chilo phragmitella) is een nachtvlinder uit de familie Crambidae, de grasmotten.

## Kenmerken
De spanwijdte van de vlinder bedraagt tussen de 24 en 32 millimeter bij de mannetjes en tussen de 30 en 40 millimeter voor de wijfjes. 

## Waardplanten
De rietmot heeft riet en liesgras als waardplanten. De rups is soms zelfs te vinden onder de waterspiegel en in rieten dakdekking.

## Voorkomen in Nederland en België
De rietmot is in Nederland en in België een vrij algemene soort. De soort kent één generatie die vliegt van mei tot september. De soort overwintert als rups.

## Naamgeving
De rietmot wordt ook wel grote rietstengelboorder genoemd.